# Ed Murphy
Pour les articles homonymes, voir Edward Murphy et Murphy.
Ed Murphy, né le 14 janvier 1956 à Bayonne dans le New Jersey, est un joueur américain de basket-ball. Il mesure 1,93 m et évolue au poste d'ailier. Il commence le basket-ball au lycée Marist. Il opte en 1974 pour l'équipe universitaire de Merrimack College (NCAA II) où il reste jusqu'en 1978, en terminant à deux reprises, vice-champion de NCAA II (1977, 1978). Meilleur marqueur de son équipe universitaire, il est drafté en 1978 par les Hawks d'Atlanta au 8e tour en 160e position. Malgré sa draft en NBA, son parcours de basketteur continue en Europe. Il joue d'abord aux Pays-Bas au B.O.B. Rotterdam (1978-1979), puis en Belgique, au RC Malines (1979-1981) avec lequel il est notamment champion de Belgique (1980).
En 1981, il rejoint le Limoges CSP. Il connaît au Cercle Saint-Pierre ses meilleures saisons. Entre 1981 et 1985, Ed Murphy remporte avec Limoges trois fois le Championnat de France (1983, 1984, 1985), trois fois la Coupe de la Fédération (1982, 1983, 1985) et deux Coupes Korać (1982, 1983). En 1985, il part pour la Suisse et joue pour Champel Genève Basket (1985-1988) avec lequel il remporte la Coupe de Suisse à deux reprises (1986 et 1987). Ed Murphy termine sa carrière de basketteur, dans un dernier club suisse, le Nyon Basket (1988-1990).

## Biographie

### Ses débuts aux États-Unis
Edward Murphy, appelé plus communément Ed Murphy commence le basket-ball tout jeune. En grammar school, Ed Murphy, âgé de 10 marqua 68 points. Plus tard, il intègre à New-Jersey, le lycée Marist High School. Il fait très vite ses preuves, en passant des heures à ajuster ses tirs à travailler sa technique. Pendant sa dernière saison avec la High School Marist(1973-1974), le jeune prodige a été prolifique avec une moyenne de 33 points. Il réussit, par la suite, à intégrer, à l'aube de la saison 1974-1975, l'équipe universitaire américaine, le Merrimack College, évoluant alors en NCAA II. De 1974 à 1978, il évolue sous la tunique bleu et jaune du Collège de Merrimack. Avec son équipe universitaire, il réussit quelques éclats. Réputé pour son tir à longue distance, il inscrit notamment 48 points dans une partie de NCAA II. Ed Murphy devient au fil des saisons universitaires, le meilleur marqueur de Merrimack, atteignant à partir de 1976, une moyenne de points inscrits par match, supérieur aux 30 points. Son adresse lui vaut plusieurs titres, collectif et individuel. À deux reprises, Ed Murphy est vice-champion de la NCAA II (1977, 1978) avec son club universitaire en perdant systématiquement contre la « Sacred Heart University ». Parallèlement aux performances de son équipe, Ed Murphy est nommé une fois dans la second team All-American NCAA II de la saison 1975-1976 et deux fois la first team All-American NCAA II lors de la saison 1976-1977 et 1977-1978. En outre, lors de la saison 1976-1977, son talent face au panier, lui permet de terminer en tant que meilleur marqueur du championnat de NCAA II.
Logiquement, Edward Murphy est drafté en 1978 par les Hawks d'Atlanta (NBA) au 8e tour en 160e position. Toutefois, issu d'un petit collège, les responsables des Hawks lui propose seulement de signer un contrat de "Free agent". Sans garantie des Hawks d'Atlanta, Ed Murphy repousse l'offre des Hawks. Ed Murphy ne voulait pas attendre et explique la transition à Maxi-Basket en septembre 1982 : « C'est trop dur de tenir le coup. Alors à l'automne 78, je me suis décidé à trouver un job. J'ai travaillé deux mois à l'United Parcel Service (les PTT locales) et en novembre, un coup de téléphone de Glinder Torain, qui place des joueurs américains en Europe, me décida à venir tenter ma chance aux Pays-Bas ».

### La découverte de l'Europe (1978-1981)
C'est lors de la saison 1978-1979, à tout juste 23 ans, Ed Murphy découvre le basket-ball européen aux Pays-Bas. Il signe dans le club de B.O.B. Oud-Beijerland de Rotterdam (Division 1 Pays-Bas, novembre 1978), en novembre 1978. Sa venue aux Pays-Bas est le fruit des conseils de Glinder Torain mais également du scouting avisé et long de l'entraîneur-joueur du B.O.B. Rotterdam, Charis Sideris. Ed Murphy remplace l'américain du B.O.B. Rotterdam, Wayne Golden, toutefois son rôle dans sa nouvelle équipe reste inchangé, celui de marqueur. Dans cet exercice, aux Pays-Bas, il excelle et tourne pendant toute la saison à 36 points de moyenne par matches. Pour son premier match, le 25 novembre 1978, Ed Murphy fait une entrée fracassante contre le champion des Pays-Bas, Den Bosch, en marquant 41 points dans la rencontre malgré la défaite de son équipe (90-109), une performance de choix face aux meilleurs défenseurs de Den Bosch (Lister, Cramer ou encore Kirkland) qu'il provoque l'ire de l'entraîneur-star de Den Bosch, Ton Boot. Contre le Radio Musette RZ (Radio Musette Rotterdam-Zuid), Ed Murphy réalise un match exceptionnel avec 49 points dans la rencontre. Il permet de battre des équipes de haut rang comme le Nationale-Nederlanden Donar de Groningue ou encore le Parker Leiden. Ed Murphy s'est taillé une réputation rapidement dans le Championnat des Pays-Bas. Une stature qui lui permet d'être sélectionné au All-Star Game des Pays-Bas (25 mars 1979). Il finit la rencontre du All-Star Gala avec 30 points et remporte avec la sélection du Nord le match contre la sélection du Sud (114-107). Ed Murphy marque les esprits comme le raconte l'entraîneur-joueur du B.O.B. Rotterdam, Charis Sideris dans la plaquette des 50 ans du B.O.B. Rotterdam-Oud Beijerland : « Je me souviens comment Wim Benschop et moi, nous avions suivi sa campagne réussie, nous le regardions jouer avec un regard excité, et un sourire en coin, la classe. ». Au bout de la saison 1978-1979, Ed Murphy est le meilleur marqueur en moyenne du Championnat des Pays-Bas cependant l'américain échoue avec le B.O.B. Rotterdam à la cinquième place, avec 15 victoires et 21 défaites, ratant de peu les matches de série éliminatoire pour le titre national.
Après cette saison aux Pays-Bas, Ed Murphy se taille une réputation internationale et prend la direction d'un autre championnat du Benelux, la Belgique. Il choisit le RC Malines (Division 1, Belgique) lequel avait depuis longtemps repéré le natif de Bayonne. Le RC Malines a l'intention de faire mieux que la saison précédente (11e place lors de la saison 1978-1979) et vise les premières places. Lors de sa première saison (1979-1980), il rafle le titre de Champion de Belgique avec le RC Malines et termine meilleur marqueur du Championnat de Belgique avec 30,5 points de moyenne. Par la même occasion, le RC Malines est qualifié pour l'édition 1980-1981 de la Coupe d'Europe des Clubs Champions. La saison suivante, Ed Murphy, fort de son expérience, compte conserver le titre national et faire bonne figure en Coupe d'Europe des Clubs Champions. Le Racing de Malines et Ed Murphy échoue en poule des quarts de finale de la Coupe d'Europe des Clubs Champions, en terminant à la deuxième place de la Poule F (3 victoires et 3 défaites) derrière le CSKA Moscou (6 victoires et 0), qualifié pour les quarts de finale. Parallèlement, en Championnat de Belgique, Ed Murphy se blesse avant la finale face au BC Ostende. Le RC Malines subit logiquement un nouvel échec en finale face au BC Ostende. Edward Murphy a pourtant été régulier face au panier et inscrit tout le long de la saison 1980-1981, 29,8 points en moyenne. Au total, Ed Murphy, en deux saisons, est devenu le recordman du Championnat de Belgique de Basket-ball avec 1 108 points inscrits. De cette expérience en Belgique, Ed Murphy se souvient : « J'avais de bon copains en Belgique et l'équipe tournait bien. Nous avons gagné le titre en 80 et perdu en finale l'année suivante ».

### Ed Murphy et le Limoges CSP, une ascension fulgurante (1981-1985)
Ed Murphy est sur le départ. Il est scruté par le Cercle Saint-Pierre Limoges. Déjà, pendant l'été 1981, en conférence de presse, l'entraîneur et les dirigeants du CSP Limoges avaient exposé les critères sur lesquels ils comptaient recruter les deux étrangers : « Nous recherchons un pivot bon rebondeur et un ailier adroit à mi-distance et pouvant éventuellement tenir le rôle de second arrière ». Ed Murphy correspondait à cette description. Le 8 juillet 1981, le Populaire du Centre annonce la venue de Edward Murphy. Il est alors selon l'article du quotidien de la Haute-Vienne, Le Populaire du Centre, « âgé de 25 ans et d'une bonne taille (1,92 m), Murphy est un véritable ailier et il est surtout adroit à 7-8 mètres ». Un mois plus tard, le 6 août 1981, Ed Murphy découvre pour la première fois la ville et le club avec lequel il joue pendant 4 saisons.
La première saison Ed Murphy domine avec le Limoges CSP. En Championnat de France, adroit, Ed Murphy signe une saison régulière à la hauteur des précédentes saisons en Belgique et aux Pays-Bas avec 29,8 points en moyenne par matches. Dès le commencement de la compétition, Limoges donne le sentiment de franchir un cap. En septembre 1981, Limoges abandonne les écrins de la vieille Salle municipale des Sœurs de la Rivière, pour une infrastructure flambant neuve, le Palais des Sports de Beaublanc inauguré par la présence du ministre Charles Hernu, du sénateur Robert Laucournet, du dirigeant Albert Chaminade (1912-2009), du maire Louis Longequeue ou du président Xavier Popelier. Le CSP est ambitieux. À la tête de l'équipe limougeaude, l'entraîneur André Buffière monte une équipe autour de sa perle offensive, Ed Murphy. L'enjeu est double pour le Limoges CSP : faire aussi bien que la saison précédente en championnat et faire son possible en Coupe Korać. Le Cercle Saint-Pierre commence en fanfare son début de saison. En Coupe d'Europe, le CSP Limoges s'adjuge non sans combattre, la première place de sa poule, grâce notamment aux performances de Ed Murphy (35 points contre Dudelange (07/10/1981) ou encore 34 points contre le Spartak Leningrad (20/01/1982) ). En Championnat, l'Américain brille également et finit souvent à 40 points ou plus dans la rencontre, comme contre le Stade Français-Évry, lorsqu'il inflige aux Franciliens 50 points. Dans la dernière ligne droite, Limoges accède à la finale de la Coupe Korać après une demi-finale disputée contre Zadar, dans laquelle Ed Murphy a répondu présent (33 points à l'aller et 36 points au retour). Limoges est qualifié pour la finale, le jeudi 18 mars, contre le KK Šibenka. Le jour de la finale, Ed Murphy marque « les quatre premiers points de Limoges. Mais la mécanique s'est enrayée. Un shoot raté, un deuxième, un passage en force, une balle perdue [...] la panne ne dure jamais longtemps. Il enchaîne 8 tirs réussis sur 10 avant la pause, plus 4 lancers francs » racontent les journalistes, Matthieu Barberousse et Stéphane Kohler dans l’Équipe Magazine. À la mi-temps, Limoges est devancée par l'équipe yougoslave (46-49). Ed Murphy a marqué à la mi-temps, 24 points des 46 points de Limoges. Les Verts du Cercle Saint-Pierre reviennent dans le match et maîtrisent les ardeurs du jeune Dražen Petrović. Limoges s'impose 90 à 86 contre le KK Šibenka. Murphy cumule 36 points et ramène à Limoges son premier titre européen. Toutefois la saison se termine moins bien. Deux jours seulement plus tard, Le Mans s'imposait chez lui contre Limoges (82-80), lors de l'avant-dernière journée (20 mars 1982), empêchant les Limougeauds de remporter le championnat de France pour terminer à la deuxième place avec 19 victoires, 1 nul et 6 défaites. La saison 1981-1982 se conclut pour Ed Murphy par une victoire en finale de la Coupe de la Fédération contre l'A.S.V.E.L. (116-100), à Reims, dont Ed Murphy est le principal artisan avec ses 45 points.
En septembre 1982, Ed Murphy est encore sous la tunique cercliste et le reste pour la saison malgré les appels insistants des clubs italiens. Le budget du CSP Limoges a atteint la barre des 3,5 millions de francs et en ce début de saison 1982-1983, les hommes de André Buffière ont encore en tête l'échec de la saison précédente face aux Manceaux et veulent mettre un point d'honneur à conquérir le premier titre de champion de France pour le Limoges CSP. Tout commence mal pour les Limougeauds qui en championnat sont distancés par Le Mans, Orthez et Antibes, affichant lors de la septième journée un bilan de 4 victoires et 3 défaites. Limoges marque beaucoup (99 points de moyenne) et encaisse beaucoup (94 points). La trêve de novembre est bénéfique pour les cerclistes et permet la réorganisation du jeu limougeaud. En décembre 1982, Limoges se relance. Le 12 décembre 1982, emmené par Ed Murphy, à l'adresse insolente à mi-distance, Limoges prend sa revanche contre Le Mans (93-76) et met fin à l’invincibilité mancelle de cinq ans de victoires face aux Verts et Blancs de Limoges. Le 12 janvier 1983, Ed Murphy reçoit de la part du journal Le Populaire du Centre, la Coupe du meilleur sportif régional de l'année 1982, soulignant l'excellent parcours du CSP Limoges l'année précédente. Le même mois, Ed Murphy souffre d'une blessure avant le match contre Rome en Coupe Korać. Néanmoins, l'américain est mobilisé par son entraîneur : « On peut toujours jouer avec les éléments dont on dispose, on vient de le prouver, mais nous nous étions préparés aujourd'hui. Il n'est pas question de tout remettre en cause et l'équipe a besoin de Murphy, on ne remplace pas un joueur comme Ed au pied levé. ». Ed Murphy est crucial pour l'équipe. Face au Stade Français, en championnat de France, le 8 janvier 1983, il inscrit 41 points, contre Villeurbanne trois semaines plus tard, il pointe encore à 36 points. Parallèlement, l'efficacité de Murphy se révèle redoutable en Coupe Korać et permet la qualification historique de Limoges pour une deuxième finale consécutive contre le KK Šibenka qui se joue à Berlin, le mardi 8 mars 1983, dans la Deutschlandhalle. Le 8 mars 1983, avant la grande finale, Ed Murphy se confie à la presse régionale sur son sentiment avant le match : « J'espère qu'on va la gagner. Ce qui m'inquiète, c'est surtout l'accumulation des matches. Ce sera très dur. ». André Buffière quant à lui n'est pas trop préoccupé par la star yougoslave, Dražen Petrović : « Nous ne lancerons pas à l'aventure. Murphy ou Sénégal en défense sur ce diable de Yougoslave ? Nous n'avons encore rien décidé. On verra selon le déroulement de la rencontre et surtout selon la façon dont les arbitres siffleront les fautes. Car nous ne pouvons pas nous permettre de nous passer des services de qui que ce soit. Je ne dispose pas de dix hommes de même valeur. ». Limoges ne faillit pas et remporte 94 à 86 la finale contre le KK Šibenka. Ed Murphy répond présent pour l'événement et termine meilleur marqueur de la finale avec 34 points jouant un grand rôle dans la victoire du CSP face aux Yougoslaves. Le lendemain, le Limoges CSP fête son titre en ville et Ed Murphy se retrouve submergé par les fans de Limoges dans la Gare des Bénédictins. Le Populaire du Centre écrit dans ses colonnes : « Ed Murphy à l'arrivée du « train vert » paraissait bien petit sur le quai vu d'une des fenêtres des bâtiments administratifs de la S.N.C.F. Petit et pressé comme une sardine au milieu de ses fans, plus même que sous les panneaux de Sibenik. ». Par la suite, Limoges enchaîne en championnat par deux rencontres contre Reims, puis Avignon et s'adjuge son premier titre de champion de France de Basket-ball en terminant à la première place (22 victoires et 4 défaites). Trois jours plus tard, le CSP Limoges affronte Monaco en finale de la Coupe de la Fédération. Le CSP balaye Monaco à Coubertin (96-86) et agrandit sa vitrine aux trophées, déjà bien garnie. Ed Murphy réalise encore un grand match, à l'occasion de la finale de Coupe de la Fédération, avec 46 points dans la rencontre (24 dans la première mi-temps et 22 dans la seconde mi-temps). Finalement, Murphy est à nouveau le meilleur marqueur de la Nationale 1 avec 31,7 points de moyenne par match et reçoit surtout pour le premier titre de MVP étranger du championnat de France.
Reconduit au CSP Limoges, après son excellente saison, Ed Murphy prend de l'envergure durant sa troisième saison limougeaude (1983-1984). En championnat de France, les « Verts » du CSP Limoges déroule. Depuis le départ à la retraite de André Buffière, l'équipe de la capitale du Limousin est dirigée par le sélectionneur de l'équipe de France de Basket-ball, Pierre Dao. Les performances d'Ed Murphy n'en sont pas altérées et suivent la montée en puissance du Limoges CSP. Face à l'ASPO Tours, en début de saison, Murphy aligne 40 points dans la victoire des cerclistes (117-103). Entre-temps, en Coupe d'Europe des Clubs Champions, le CSP Limoges se qualifie pour le tour final. Limoges retrouve notamment dans le tour final, une veille connaissance, le club italien Banco di Roma ou encore le club fanion d’Israël, le Maccabi-Tel-Aviv. Limoges gagne rarement mais réalise, avec son ailier américain, Ed Murphy (39 points), l'exploit de battre le Maccabi-Tel-Aviv chez lui (95-104). Néanmoins, Ed Murphy a limité les écarts comme face à Cantù (défaite 95-93, 41 points pour Murphy) et n'a pas été verni par la chance comme lors de la première journée du tour final, face aux italiens de Banco di Roma, où son panier dans le dernier instant de la première mi-temps avait été refusé par le corps arbitral, pressé par les entraîneurs italiens (Limoges s'inclinant à domicile 74 à 76). Toutefois, en championnat, en mars 1984, Ed Murphy permet un authentique exploit grâce à ses 45 points de gagner pour la première fois à Villeurbanne de son histoire (100-102). À quelques journées de la fin, Limoges s'assure la première place du championnat et le titre de champion de France pour la deuxième fois avec 21 victoires, 2 nuls et 3 défaites. Enfin en Coupe de la Fédération, Limoges et Ed Murphy sont éliminés dès le stade des quarts de finale par Monaco. Sur le plan comptable, "Ed-la-Gâchette" est à la première place des marqueurs du championnat (32,3 points de moyenne par match) et décroche en outre un deuxième titre de MVP étranger.
La saison 1984-1985, Ed Murphy est toujours sous contrat. Limoges est attendu sur tous les parquets. Le 20 octobre 1984, après trois journées, les limougeauds sont seuls à la tête du championnat de France. Ce même jour, le CSP affronte l'ASVEL. Il s'agit du duel entre la meilleure attaque contre la meilleure défense du championnat. Pour empêcher « le diable » de Murphy de prendre le match a son compte, Alain Gilles, joueur-entraîneur de Villeurbanne, se dévoue pour faire un marquage étroit sur l'ailier de Limoges, avec Vebobe pour la mise en boîte du dernier MVP étranger du Championnat de France de Basket-ball de la Nationale 1. Résultat, le Cercle Saint-Pierre s'incline (92-98) dans le duel au sommet de la quatrième journée. En Coupe d'Europe des Clubs Champions, Limoges passe facilement le premier tour face aux anglais de Southampton Solent Stars et se retrouve face un sacré client au deuxième tour, le C.S.K.A. Moscou. Le 1er novembre 1984, les limougeauds affrontent à Moscou l'équipe soviétique, forte du technicien de l'U.R.S.S., Aleksandr Gomelski et ses quatre géants Tkatchenko (2,20 m), Pankratchkine (2,12 m), Sergeï Tarakanov (2,01 m) et Lopatov (2,05 m). Le club de l'Armée rouge part grandement favori. Limoges opposa une « résistance héroïque » aux russes néanmoins, Limoges s'incline 93 à 101. Au match retour, Ed Murphy ne brille pas face à l'équipe de Gomelski. Limoges marque 69 points, avec une réussite de 28 % aux tirs en deuxième mi-temps. Moscou s'empare du billet pour le tour final en éliminant Limoges (81-69). Les cerclistes n'ont plus que le Championnat de Nationale 1 et la Coupe de la Fédération à disputer. À Antibes, les "Verts" rectifient le tir en battant un des sérieux concurrents, Antibes. Quelques jours plus tard, le 17 novembre 1984, à Limoges, le CSP reçoit Avignon. Ed Murphy franchit la barre des 50 points avec ses 53 points dans la rencontre, son record en France. Le 15 décembre de la même année, le Limoges CSP continue son ascension en pulvérisant Saint-Étienne (137-105) à Beaublanc. Contre le Stade Français, neuf jours après le score fleuve contre les stéphanois, Ed Murphy arrose 51 points mais voit son équipe fanion perdre la main face à des stadistes bien plus inspirés (105-96), prenant par la même occasion la tête du championnat. À mi-parcours, le CSPL est pourtant en tête ex æquo avec Villeurbanne, comptant chacun 35 points au classement. Limoges remporte le championnat avec un troisième titre de champion de France et de jolies performances collectives (notamment 148 points marqués contre Vichy, le 16/03/1985) dont le tireur d'élite américain a largement contribué. Limoges marque cette saison, en championnat, 106 points par matches en moyenne et Ed Murphy tourne à 34,1 points de moyenne. Il finit meilleur marqueur du championnat pour la quatrième saison de suite et s'empare du titre de MVP étranger pour la troisième fois. Le palmarès de Ed Murphy s’agrémente d'un titre national supplémentaire, la Coupe de la Fédération, en remportant la finale contre le Stade Français (103-80) à Caen.

### Une fin de carrière en Suisse (1985-1990)
Le divorce entre le Limoges CSP et Ed Murphy est douloureux. En janvier 1986, Ed Murphy explique son départ, dans le magazine français de basket-ball, Maxi-Basket : « Bon, d'abord je voulais changer d'air. Limoges c'est au milieu de nulle part. La vie n'est pas marrante. J'ai une femme et deux petites filles nées là-bas. Un ou deux ans ça va. Après c'est pénible. Quatre ans c'était le maximum. Le basket m'accaparait, je passais pas mal de temps en déplacement. Pour ma famille c'était difficile [...] au tournoi de Barcelone. J'étais blessé à un pied. Ils ont insisté pour que je vienne. Je me suis exécuté. Je n'ai pas joué et les dirigeants m'ont accusé de leur faire perdre de l'argent qu'il aurait gagné sur mon nom si je pénétrais sur le terrain. ». Durant l'intersaison 1985-1986, Limoges tente par l'intermédiaire de Jean-Claude Biojout de relancer la vedette américaine mais cette tentative est sans suite. Edward Murphy est l'une des attractions de l'intersaison 1985-1986. Le club italien de Caserte a un temps voulu faire signer Ed Murphy mais s'est finalement replié sur un Uruguayen, Horacio Lopez. Comme en Italie, il avait été drafté par Caserte et en Belgique, il appartenait à vie au RC Malines, Ed Murphy choisit finalement la Suisse et le club ambitieux du championnat helvète, le Champel de Genève.
Sa venue au Champel de Genève, en cours de saison, renverse la tendance. Le Champel de Genève est alors sur cinq défaites consécutives. Dès son arrivée à Genève, Ed Murphy a frappé fort pour son premier match, en inscrivant 34 points contre Monthey. Pour son troisième match de la saison (1985-1986), Ed Murphy plante 49 points contre Viganello. Ed Murphy est à ce moment installé et caracole en tête du classement des meilleurs marqueurs du Championnat de Basket-ball Suisse. Il dit à Maxi-Basket, en février 1986, propos de sa situation et de son nouveau club : « J'aime bien Genève [...] mais j'ai un peu honte d'être payé pour être en vacances et venir faire mes jumpshoots le samedi. ». Grâce à sa venue, la salle du Champel de Genève, forte de 5 000 places assises, a connu un regain de fréquentation en passant de 400 spectateurs à 600 spectateurs par matches, soit une augmentation de 33 %. Ed Murphy a relancé un intérêt pour le Basket-ball, en Suisse, notamment à travers la presse genevois. À quatre journées de la fin du tour éliminatoire, le Champel de Genève est cinquième (6 victoires et 8 défaites) et peut prétendre à l'une des deux places qualificatives restantes, pour les playoffs. Ed Murphy tourne à plus de 38 points de moyenne par matches et à un taux de 85 % de réussite aux lancers-francs. Cette saison, Pully remporte le Championnat de Basket-ball de Suisse mais le club genevois remporte pour sa part la Coupe de Suisse contre Pully (97-91). Enfin, la saison d'Ed Murphy est couronné par un titre de MVP étranger de la saison 1985-1986. Le Champel de Genève a reconduit à la fin de cette saison le contrat de Edward Murphy pour deux saisons supplémentaires. La saison suivante le Champel de Genève recrute Glenn Mosley (2,05 m) au poste de pivot, passé par le Limoges CSP et le Ferrocarril (Argentine). Le Champel de Genève possède une redoutable paire américaine qui avait déjà fait ses preuves à Limoges. Néanmoins, en début de saison, Ed Murphy est victime d'une grave blessure (phlébite aïgue à l'omoplate). Blessé pendant une longue période, Ed Murphy voit les siens remporter la Coupe de Suisse (1987) pour la deuxième année consécutive. Champel termine à la quatrième place du Championnat de Basket-ball de Suisse. La saison suivante, 1987-1988, sourit aux genevois de Champel. Au bout de la saison 1987-1988, le Champel de Genève et Ed Murphy remporte le championnat 1987-1988, mettant fin à la domination depuis deux saisons de Pully Basket.
Devenu trop cher pour le Champel de Genève, Ed Murphy signe au BBC Nyon (Ligue 1 Suisse) lors de la saison 1988-1989. Il signe son contrat le 17 juin 1988. BBC Nyon compte faire mieux que la saison précédente qui l'avait vu participer au tour de relégation. Pour cela le club de La Côte pouvait compter sur son mécène Roland Fellay, promoteur immobilier « autoproclamé "président à vie" ». Le budget du Nyon Basket est passé grâce à Rolland Fellay à 800 000 francs suisse. Malgré la venue de Ed Murphy, pendant deux saisons, le BBC Nyon échoue à deux reprises en demi-finale du Championnat de Basket-ball de Suisse (1988-1989 et 1989-1990). Lors de la saison 1988-1989, Ed Murphy marque 36,8 points par match. En 1990, à 34 ans, Edward Murphy décroche les baskets et laisse le Nyon Basket qui disparaît une saison plus tard.

## Reconversion
Après sa retraite sportive, Ed Murphy est retourné aux États-Unis, après quelques années en Suisse. Il s'est installé près de sa belle-famille, avec sa femme et ses trois filles à Willbraham, 130 km à l'ouest de Boston. Installé, Ed Murphy a trouvé un emploi en tant que superviseur de chaînes de montage dans l'usine américaine de la société Hasbro, qui fabrique chaque année plusieurs millions de Monopoly ou encore le Cluedo où il est employé. En dehors de l'usine, Ed Murphy, est entraîneur adjoint de sa fille aînée, Christal, qui entraîne l'équipe féminine de basket-ball de son lycée, Amherst High School, avec lequel il remporta en 2011, le titre de champion de l'État du Massachusetts. En 1999, il fait un brève apparition en France à l'occasion du jubilé de Richard Dacoury. En 2016, lors du premier match de la saison de Pro A contre Dijon, Ed Murphy est honoré par le Limoges CSP à l'occasion du retrait de son numéro de maillot, le no 8, en compagnie de ses anciens coéquipiers ( Richard Dacoury, Apollo Faye, Jean-Michel Sénégal, Richard Billet, Franck Butter, le coach Pierre Dao ).

## Style de jeu
Edward Murphy était doté d'un physique ordinaire malgré ses 90 kilos et 1,93 m. Son jeu est essentiellement offensif. Il est reconnu unanimement comme un fabuleux shooteur et était capable, selon Pascal Legendre, Directeur de la Rédaction de Maxi-Basket de « contorsions en l'air - le fameux double jump - qui lui permettait d'éviter les contres des big men ». Son tir en extension n'était pas académique, avec le ballon placé derrière la nuque avant l'amorce de son tir. L'arrivée de la ligne à trois-points lors de la saison 1984-1985 ne change pas pour autant la philosophie de la vedette américaine : « Non, pour moi c'est naturel. Je n'ai pas reculé. Je shoote vraiment sans regarder la ligne. Mais contre des équipes plus faibles, c'est vrai, j'ai tendance à tirer plus souvent à 3 points, comme je l'ai fait contre Tours ou Mulhouse. Il ne faut pas essayer de reculer, sinon on perd sa concentration. Il faut seulement tenter ses meilleurs shoots [...] Le total ce n'est pas très important. Ce qui compte, c'est le pourcentage de réussite. C'est bien de mettre 30 points, mais il faut que ce soit utile à l'équipe. ». En dehors de son tir, Ed Murphy était doté d'un bon placement par conséquent redoutable aux rebonds offensifs. Il possédait, en outre, un dribble détonnant selon Charis Sideris son ex-coéquipier aux Pays-Bas, capable d'user des « crossover » et de passer « 26 fois le ballon entre ses jambes » lorsqu'il attaquait l'arceau.

## Citations et anecdotes
- Ed Murphy, dans le livre d'or du basket 1983[2] : « Au début, j'ai été surpris par l'atmosphère très différente des salles européennes. À Limoges, le public est merveilleux. Il est explosif, très communicatif et parfois même trop expansif dans la victoire. Mais, on ne peut rien changer ! C'est notre sport qui veut cela. ».
- Jean-Michel Sénégal, dans BasketHebdo, Hors-Série, juin 2014 (no 3), à propos de Ed Murphy[55] : « J'arrivais de l'équipe de France avec Dacoury et on a rejoint l'équipe en préparation, sans doute à Bugeat. Il y avait deux Américains, deux Blancs, Murphy et un autre dont je me souviens plus du nom. Après un ou deux entraînements, je vais voir Biojout et je lui dis « Murphy, super, mais l'autre, on ne peut pas le garder. On n'a le droit qu'à deux Américains, il ne faut pas se tromper. Avec celui-là, on ne va rien faire. » il me dit que Buffière le trouve bon. Biojout a confirmé Murphy et je l'ai convaincu que l'autre ne convenait pas. L'histoire est là, car si on garde le second Américain, on n'est jamais champion d'Europe. ».
- Pierre Dao, dans Maxi-Basket (no 31), à propos de Ed Murphy[56] : « Lorsque Murphy est arrivé à Limoges, il n'était pas connu. Murphy a fait Limoges, mais Limoges a aussi fait Murphy. C'est un joueur d'exception par son adresse, sa combativité, son professionnalisme, mais un joueur même d'exception ne peut pas s'exprimer à un contre cinq. Si Murphy avait été ailleurs, quel client ! Mais je crois que les dirigeants et l'entraîneur de Limoges auraient cherché un joueur d'exception pour rivaliser avec Murphy... Maintenant, c'est vrai, il a servi de déclic. C'est une star, il a amené du public. Mais ces trois titres, ce n'est pas que Murphy. C'est Limoges avec Murphy. ».
- Richard Dacoury, dans Maxi-Basket (no 32), à propos de Ed Murphy[57] : « Ce qui comptait surtout cette année, c'était d'être champion. Je n'ai pas été habitué à tirer la couverture à moi. À Limoges, il y a Ed (Murphy), et longtemps je me suis contenté d'être un porteur d'eau, j'étais là pour défendre, quand je touchais un ballon de temps en temps, je le rendais... J'ai 25 ans, il était temps que j'éclate. ».

## Revenus
Sa première saison en tant que professionnel, aux Pays-Bas, au B.O.B. Rotterdam, Ed Murphy touche 600 dollars par mois, soit un salaire de 4 800-5 400 dollars la saison. Un salaire qui reste au demeurant bien inférieur aux salaires pratiqués dans les autres clubs des Pays-Bas. Lors de sa première saison (1981-1982) avec le Limoges CSP, Ed Murphy gagnait 30 000 dollars, ce qui faisait de lui un joueur américain sous-payé. Dans le magazine, Maxi-Basket de juin 1985 (no 31), le salaire d'Ed Murphy au Limoges CSP, pour la saison 1984-1985, émarge aux alentours des 80 000 dollars. Un salaire bien supérieur à la moyenne du Championnat de France de l'époque. À titre de comparaison la plupart des joueurs américains du championnat sont payés alors entre 25 000 et 30 000 dollars la saison. Il traîne une réputation de mercenaire pendant sa première saison à Limoges, selon le journaliste et auteur du livre Trans-Korac Express, Jean-Luc Thomas. En Suisse, lors de sa première saison avec le Champel de Genève (1985-1986), Ed Murphy était payé à la hauteur des 50 000 dollars la saison.

## Clubs
- 19??-1974 :  Marist HS (High School)
- 1974-1978 :  Merrimack Collège (NCAA 2)
- 1978-1979 :  B.O.B. Rotterdam (1er division)
- 1979-1981 :  RC Malines (Division 1)
- 1981-1985 :  CSP Limoges (Nationale 1)
- 1985-1988 :  Champel de Genève (Ligue nationale A)
- 1988-1990 :  Nyon Basket (Ligue nationale A)

## Statistiques

### High School

#### En saison régulière
Le tableau suivant présente les statistiques individuelles de Ed Murphy pendant sa période en High School (Lycée) avec le Marist HS de 19?? à 1974.
| Saison    | Lycée     | Matches | Matches | Min. | Points | Points | 2 pts | 2 pts | 2 pts | 3 pts | 3 pts | 3 pts | LF | LF | LF | Rebonds | Rebonds | Pd | Int | C | Bp | FP |
| Saison    | Lycée     | MJ      | Tit     | Min. | Pts    | PPM    | R     | T     | %     | R     | T     | %     | R  | T  | %  | Rt      | R       | Pd | Int | C | Bp | FP |
| --------- | --------- | ------- | ------- | ---- | ------ | ------ | ----- | ----- | ----- | ----- | ----- | ----- | -- | -- | -- | ------- | ------- | -- | --- | - | -- | -- |
| 1973-1974 | Marist HS | -       | -       | -    | -      | 33     | -     | -     | -     | -     | -     | -     | -  | -  | -  | -       | -       | -  | -   | - | -  | -  |

### Club universitaire

#### En saison régulière
Le tableau suivant présente les statistiques individuelles de Ed Murphy pendant ses saisons en Championnat Universitaire aux États-Unis (NCAA II) avec le Merrimack College de 1974 à 1978.
| Saison    | Université        | Matches | Matches | Min. | Points | Points | 2 pts | 2 pts | 2 pts | 3 pts | 3 pts | 3 pts | LF | LF | LF | Rebonds | Rebonds | Pd | Int | C | Bp | FP |
| Saison    | Université        | MJ      | Tit     | Min. | Pts    | PPM    | R     | T     | %     | R     | T     | %     | R  | T  | %  | Rt      | R       | Pd | Int | C | Bp | FP |
| --------- | ----------------- | ------- | ------- | ---- | ------ | ------ | ----- | ----- | ----- | ----- | ----- | ----- | -- | -- | -- | ------- | ------- | -- | --- | - | -- | -- |
| 1974-1975 | Merrimack College | -       | -       | -    | -      | 15     | -     | -     | -     | -     | -     | -     | -  | -  | -  | -       | -       | -  | -   | - | -  | -  |
| 1975-1976 | Merrimack College | -       | -       | -    | -      | 23     | -     | -     | -     | -     | -     | -     | -  | -  | -  | -       | -       | -  | -   | - | -  | -  |
| 1976-1977 | Merrimack College | -       | -       | -    | -      | 32     | -     | -     | -     | -     | -     | -     | -  | -  | -  | -       | -       | -  | -   | - | -  | -  |
| 1977-1978 | Merrimack College | -       | -       | -    | -      | 31,3   | -     | -     | -     | -     | -     | -     | -  | -  | -  | -       | -       | -  | -   | - | -  | -  |

### Club professionnel

#### En saison régulière
Le tableau suivant présente les statistiques individuelles de Ed Murphy pendant sa carrière professionnelle en Championnat des Pays-Bas (1re division) avec le Bob de Rotterdam de 1978 à 1979.
| Saison    | Club             | Matches | Matches | Min. | Points | Points | 2 pts | 2 pts | 2 pts | 3 pts | 3 pts | 3 pts | LF  | LF  | LF   | Rebonds | Rebonds | Pd  | Int | C | Bp | FP |
| Saison    | Club             | MJ      | Tit     | Min. | Pts    | PPM    | R     | T     | %     | R     | T     | %     | R   | T   | %    | Rt      | R       | Pd  | Int | C | Bp | FP |
| --------- | ---------------- | ------- | ------- | ---- | ------ | ------ | ----- | ----- | ----- | ----- | ----- | ----- | --- | --- | ---- | ------- | ------- | --- | --- | - | -- | -- |
| 1978-1979 | B.O.B. Rotterdam | 24      | 24      | 40   | 865    | 36     | 347   | 635   | 55 %  | -     | -     | -     | 191 | 206 | 83 % | 144     | 6,2     | 5,8 | 3,5 | - | -  | -  |

Le tableau suivant présente les statistiques individuelles de Ed Murphy pendant sa carrière professionnelle en Championnat de Belgique (1re division) avec le RC Malines de 1979 à 1981.
| Saison    | Club       | Matches | Matches | Min. | Points | Points | 2 pts | 2 pts | 2 pts | 3 pts | 3 pts | 3 pts | LF | LF | LF | Rebonds | Rebonds | Pd | Int | C | Bp | FP |
| Saison    | Club       | MJ      | Tit     | Min. | Pts    | PPM    | R     | T     | %     | R     | T     | %     | R  | T  | %  | Rt      | R       | Pd | Int | C | Bp | FP |
| --------- | ---------- | ------- | ------- | ---- | ------ | ------ | ----- | ----- | ----- | ----- | ----- | ----- | -- | -- | -- | ------- | ------- | -- | --- | - | -- | -- |
| 1979-1980 | RC Malines | -       | -       | -    | -      | 30,5   | -     | -     | -     | -     | -     | -     | -  | -  | -  | -       | -       | -  | -   | - | -  | -  |
| 1980-1981 | RC Malines | -       | -       | -    | -      | 29,8   | -     | -     | -     | -     | -     | -     | -  | -  | -  | -       | -       | -  | -   | - | -  | -  |

Le tableau suivant présente les statistiques individuelles de Ed Murphy pendant sa carrière professionnelle en Championnat de France (Nationale 1) avec le Limoges CSP de 1981 à 1985.
| Saison    | Club        | Matches | Matches | Min. | Points | Points | 2 pts | 2 pts | 2 pts  | 3 pts | 3 pts | 3 pts  | LF  | LF  | LF     | Rebonds | Rebonds | Pd  | Int | C   | Bp | FP |
| Saison    | Club        | MJ      | Tit     | Min. | Pts    | PPM    | R     | T     | %      | R     | T     | %      | R   | T   | %      | Rt      | R       | Pd  | Int | C   | Bp | FP |
| --------- | ----------- | ------- | ------- | ---- | ------ | ------ | ----- | ----- | ------ | ----- | ----- | ------ | --- | --- | ------ | ------- | ------- | --- | --- | --- | -- | -- |
| 1981-1982 | Limoges CSP | 26      | -       | 36   | -      | 29,8   | -     | -     | 63 %   | -     | -     | -      | -   | -   | -      | -       | 3,4     | 3,4 | -   | -   | -  | -  |
| 1982-1983 | Limoges CSP | 26      | -       | 37   | 824    | 31,7   | 335   | 544   | 61,5 % | -     | -     | -      | 154 | 169 | 91,1 % | -       | 3,7     | 3,8 | -   | -   | -  | -  |
| 1983-1984 | Limoges CSP | 26      | -       | 36   | 841    | 32,3   | 347   | 561   | 61,8 % | -     | -     | -      | 147 | 163 | 90,2 % | -       | 4,1     | 3,7 | -   | -   | -  | -  |
| 1984-1985 | Limoges CSP | 26      | -       | 36   | 886    | 34,1   | 282   | 445   | 63,3 % | 46    | 109   | 42,2 % | 184 | 211 | 87,2 % | -       | 4,1     | 3,2 | -   | 0,6 | -  | -  |

Le tableau suivant présente les statistiques individuelles de Ed Murphy pendant sa carrière professionnelle en Championnat de Suisse (1re division) avec le Champel de Genève de 1985 à 1988.
| Saison    | Club              | Matches | Matches | Min. | Points | Points | 2 pts | 2 pts | 2 pts | 3 pts | 3 pts | 3 pts | LF | LF | LF | Rebonds | Rebonds | Pd | Int | C | Bp | FP |
| Saison    | Club              | MJ      | Tit     | Min. | Pts    | PPM    | R     | T     | %     | R     | T     | %     | R  | T  | %  | Rt      | R       | Pd | Int | C | Bp | FP |
| --------- | ----------------- | ------- | ------- | ---- | ------ | ------ | ----- | ----- | ----- | ----- | ----- | ----- | -- | -- | -- | ------- | ------- | -- | --- | - | -- | -- |
| 1985-1986 | Champel de Genève | -       | -       | -    | -      | 40,1   | -     | -     | -     | -     | -     | -     | -  | -  | -  | -       | -       | -  | -   | - | -  | -  |
| 1986-1987 | Champel de Genève | -       | -       | -    | -      | 20,0   | -     | -     | -     | -     | -     | -     | -  | -  | -  | -       | -       | -  | -   | - | -  | -  |
| 1987-1988 | Champel de Genève | -       | -       | -    | -      | 39,9   | -     | -     | -     | -     | -     | -     | -  | -  | -  | -       | -       | -  | -   | - | -  | -  |

Le tableau suivant présente les statistiques individuelles de Ed Murphy pendant sa carrière professionnelle en Championnat de Suisse (1re division) avec le Nyon Basket de 1988 à 1990.
| Saison    | Club        | Matches | Matches | Min. | Points | Points | 2 pts | 2 pts | 2 pts | 3 pts | 3 pts | 3 pts | LF | LF | LF | Rebonds | Rebonds | Pd | Int | C | Bp | FP |
| Saison    | Club        | MJ      | Tit     | Min. | Pts    | PPM    | R     | T     | %     | R     | T     | %     | R  | T  | %  | Rt      | R       | Pd | Int | C | Bp | FP |
| --------- | ----------- | ------- | ------- | ---- | ------ | ------ | ----- | ----- | ----- | ----- | ----- | ----- | -- | -- | -- | ------- | ------- | -- | --- | - | -- | -- |
| 1988-1989 | Nyon Basket | -       | -       | -    | -      | 36,8   | -     | -     | -     | -     | -     | -     | -  | -  | -  | -       | -       | -  | -   | - | -  | -  |
| 1989-1990 | Nyon Basket | -       | -       | -    | -      | 32,1   | -     | -     | -     | -     | -     | -     | -  | -  | -  | -       | -       | -  | -   | - | -  | -  |

#### En Coupe de la Fédération
Le tableau suivant présente les statistiques individuelles de Ed Murphy pendant sa carrière professionnelle en Coupe de la Fédération avec le CSP Limoges de 1981 à 1985 :
| S         | C           | J | PTS | PPM  |
| --------- | ----------- | - | --- | ---- |
| 1981-1982 | Limoges CSP | 7 | 214 | 30,5 |
| 1982-1983 | Limoges CSP | 7 | 128 | 18,2 |
| 1983-1984 | Limoges CSP | 4 | 125 | 31,2 |
| 1984-1985 | Limoges CSP | 7 | 213 | 30,4 |

#### En Coupe de Suisse
Le tableau suivant présente les statistiques individuelles de Ed Murphy pendant sa carrière professionnelle en Coupe de Suisse avec le Champel de Genève de 1985 à 1988 :
| S         | C                 | J | PTS | PPM |
| --------- | ----------------- | - | --- | --- |
| 1985-1986 | Champel de Genève | - | -   | -   |
| 1986-1987 | Champel de Genève | - | -   | -   |
| 1987-1988 | Champel de Genève | - | -   | -   |

Le tableau suivant présente les statistiques individuelles de Ed Murphy pendant sa carrière professionnelle en Coupe de Suisse avec le BBC Nyon de 1988 à 1990 :
| S         | C           | J | PTS | PPM |
| --------- | ----------- | - | --- | --- |
| 1988-1989 | Nyon Basket | - | -   | -   |
| 1989-1990 | Nyon Basket | - | -   | -   |

#### En Coupe d'Europe
Le tableau suivant présente les statistiques individuelles de Ed Murphy pendant sa carrière professionnelle en Coupe d'Europe des Clubs Champions avec le RC Malines de 1980 à 1981 :
| S         | C          | J | PTS | PPM |
| --------- | ---------- | - | --- | --- |
| 1980-1981 | RC Malines | 6 | -   | -   |

Le tableau suivant présente les statistiques individuelles de Ed Murphy pendant sa carrière professionnelle en Coupe Korać avec le CSP Limoges de 1981 à 1983 :
| S         | C           | J  | PTS | PPM  |
| --------- | ----------- | -- | --- | ---- |
| 1981-1982 | Limoges CSP | 13 | 381 | 29,3 |
| 1982-1983 | Limoges CSP | 9  | 258 | 28,6 |

Le tableau suivant présente les statistiques individuelles de Ed Murphy pendant sa carrière professionnelle en Coupe d'Europe des Clubs Champions avec le CSP Limoges de 1983 à 1985 :
| S         | C           | J  | PTS | PPM  |
| --------- | ----------- | -- | --- | ---- |
| 1983-1984 | Limoges CSP | 14 | 462 | 33   |
| 1984-1985 | Limoges CSP | 4  | 122 | 30,5 |

Le tableau suivant présente les statistiques individuelles de Ed Murphy pendant sa carrière professionnelle en Coupe d'Europe des Coupes avec le Champel de Genève de 1986 à 1988 :
| S         | C                 | J | PTS | PPM  |
| --------- | ----------------- | - | --- | ---- |
| 1986-1987 | Champel de Genève | 1 | 20  | 20   |
| 1987-1988 | Champel de Genève | 2 | 77  | 38,5 |

Le tableau suivant présente les statistiques individuelles de Ed Murphy pendant sa carrière professionnelle en Coupe Korać avec le BBC Nyon de 1988 à 1989 :
| S         | C           | J | PTS | PPM  |
| --------- | ----------- | - | --- | ---- |
| 1988-1989 | Nyon Basket | 2 | 45  | 22,5 |
| 1989-1990 | Nyon Basket | 2 | 56  | 28   |

## Ses records
Ses records en scolaire sont :
- En grammar school, à l'âge de 10 ans, il inscrit 68 points lors d'une rencontre[1]

Ses records au niveau universitaire sont :
- Avec Merrimack College (1974-1978), il inscrit 48 points lors d'une rencontre de NCAA II[1]
- Avec Merrimack College, il détient le record de points inscrits pour un joueur de l'Université, 2874 points[71]
- Avec Merrimack College, il détient le record de points inscrits sur une saison pour un joueur de l'Université, 896 points (1976-1977)[71]
- Avec Merrimack College, il détient le record de points inscrits en moyenne par match sur une saison pour un joueur de l'Université, 32 points (1976-1977)[71]
- Avec Merrimack College, il détient le record de points inscrits en moyenne sur quatre années universitaire pour un joueur de l'Université, 26,4 points (1974-1978)[71]
- Avec Merrimack College, il détient le record de lancers-francs inscrits sur une saison pour un joueur de l'Université, 369 lancers-francs réussis (1976-1977)[71]
- Avec Merrimack College, il détient le record de lancers-francs inscrits sur quatre années universitaire pour un joueur de l'Université, 1213 lancers-francs réussis (1974-1978)[71]
- Avec Merrimack College, il détient le record de lancers-francs tentés sur une saison pour un joueur de l'Université, 610 lancers-francs tentés (1977-1978)[71]
- Avec Merrimack College, il détient le record de lancers-francs tentés sur quatre années universitaire pour un joueur de l'Université, 2098 lancers-francs tentés (1974-1978)[71]

Ses records en club sont :
- 1978-1979 : 49 points avec le B.O.B. Rotterdam contre le Radio Musette RZ (Division 1 Pays-Bas)[13]
- Avec le RC Malines (1979-1981), Ed Murphy a inscrit 1 108 points en Championnat de Belgique (Division 1 Belgique), il s'agit du record de Belgique[72]
- 1984-1985 : 53 points avec le Limoges CSP contre Avignon (17/11/1984)[41]
- 1984-1985 : 15 sur 15 aux lancers francs avec le Limoges CSP contre Caen BC (23/02/1985)[73]

## Palmarès

### En club
- 1977 : Vice-champion de NCAA II avec Merrimack College
- 1978 : Vice-champion de NCAA II avec Merrimack College
- 1980 : Champion de Belgique avec le RC Malines
- 1982 : Vainqueur de la Coupe Korać avec le Limoges CSP
- 1982 : Vainqueur de la Coupe de la Fédération avec le Limoges CSP
- 1983 : Champion de France avec le Limoges CSP
- 1983 : Vainqueur de la Coupe Korać avec le Limoges CSP
- 1983 : Vainqueur de la Coupe de la Fédération avec le Limoges CSP
- 1984 : Champion de France avec le Limoges CSP
- 1985 : Vainqueur de la Coupe de la Fédération avec le Limoges CSP
- 1985 : Champion de France avec le Limoges CSP
- 1986 : Vainqueur de la Coupe de la Suisse avec le Champel de Genève
- 1987 : Vainqueur de la Coupe de la Suisse avec le Champel de Genève
- 1988 : Champion de Suisse avec le Champel de Genève

### Distinctions personnelles

#### Pendant sa carrière
- 1975-1976 : Membre de la seconde team All-American NCAA II
- 1976-1977 : Membre de la first team All-American NCAA II
- 1976-1977 : Meilleur marqueur de NCAA II
- 1977-1978 : Membre de la first team All-American NCAA II
- 1977-1978 : Meilleur marqueur de l’histoire de l’université de Merrimack
- 1978 : Drafté au huitième tour (160e choix) par les Hawks d'Atlanta (NBA)
- 1978-1979 : Participe au All-Star Gala des Pays-Bas (à Groningue, 25 mars 1979)
- 1978-1979 : Meilleur marqueur en moyenne du championnat des Pays-Bas[11]
- 1979-1980 : Meilleur marqueur du championnat de Belgique
- 1981-1982 : Meilleur marqueur du championnat de France
- 1982-1983 : Meilleur marqueur du championnat de France
- 1982-1983 : MVP étranger (Maxi-Basket) du championnat de France
- 1983-1984 : Meilleur marqueur du Championnat de France
- 1983-1984 : MVP étranger (Maxi-Basket) du championnat de France
- 1984-1985 : Meilleur marqueur du Championnat de France
- 1984-1985 : MVP étranger (Maxi-Basket) du championnat de France
- 1985-1986 : MVP étranger du Championnat de Suisse[46]

#### Après sa carrière
- 2013 : Ed Murphy est désigné comme le 2e meilleur joueur de l'Histoire du Limoges CSP par un jury composés de journalistes, membres de sites spécialisés et des associations de supporters[74]
- Ed Murphy est classé à la 47e place des meilleurs marqueurs du Championnat de France de Basket-ball avec 7 530 points en quatre saisons[75]

Son no 8 est retiré le 26 septembre 2016 par le CSP Limoges, second joueur à recevoir cet honneur après le numéro 7 de son ancien coéquipier Richard Dacoury, retiré en 2010.